# Филиппцево (Тверская область)
Филиппцево — деревня в Весьегонском муниципальном округе Тверской области.

## География
Деревня находится в северо-восточной части Тверской области на расстоянии приблизительно 20 км на запад по прямой от районного центра города Весьегонск.

## История
Известна с 1623 года как деревня с 3 крестьянскими и 2 бобыльскими дворами, дана в вотчину стремянному конюху Никифору Степановичу Ренёву. Дворов было 21(1859), 24 (1889), 44 (1931), 26(1963), 19 (1993), 6(2008), . До 2019 года входила в состав Ёгонского сельского поселения до упразднения последнего.

## Население
Численность населения: 121 человек (1859 год), 148 (1889), 161 (1931), 58(1963), 33(1993), 10 человек (русские 90 %) в 2002 году, 8 в 2010.